# Список эпизодов телесериала «Зои Харт из южного штата»
Список серий американской медицинской драмеди «Зои Харт из южного штата», которая транслировалась с 26 сентября 2011 года по 27 марта 2015 года на телеканале The CW.

## Обзор
| Сезон | Сезон | Эпизоды | Оригинальная дата выхода | Оригинальная дата выхода |
| Сезон | Сезон | Эпизоды | Премьера сезона          | Финал сезона             |
| ----- | ----- | ------- | ------------------------ | ------------------------ |
|       | 1     | 22      | 26 сентября 2011         | 14 мая 2012              |
|       | 2     | 22      | 2 октября 2012           | 7 мая 2013               |
|       | 3     | 22      | 7 октября 2013           | 16 мая 2014              |
|       | 4     | 10      | 15 декабря 2014          | 27 марта 2015            |

## Список серий

### Сезон 1 (2011-12)
| № общий | № в сезоне | Название                                                                 | Режиссёр        | Автор сценария    | Дата премьеры    | Произв. код | Зрители в США (млн) |
| --- | ---------- | ------------------------------------------------------------------------ | --------------- | ----------------- | ---------------- | ----------- | ------------------- |
| 1 | 1          | «Pilot» «Пилотная серия»                                                 | Джейсон Энслер  | Лейла Герштейн    | 26 сентября 2011 | 2J6191      | 1,88                |
| Доктор Зои Харт, переезжает в Блю Белл, штат Алабама, после того, как её бойфренд бросает её, и она не получает работу, на которую рассчитывала. Но в Блю Белл Зои не становится легче, когда понравившейся ей городской золотой мальчик, Джордж Такер, оказывается помолвлен с Лэймон Брилэнд, дочерью доктора Брилэнда, с которым Зои делит практику, оставленную ей биологическим отцом. |            |                                                                          |                 |                   |                  |             |                     |
| 2 | 2          | «Parades & Pariahs» «Парады и изгои»                                     | Джейсон Энслер  | Лейла Герштейн    | 3 октября 2011   | 2J6152      | 1,75                |
| Надеясь, что это поможет жителям Блю Белл принять её, Зои соглашается присоединиться к мэру Лавону Хейсу на его платформе на параде Основателей, но Зои вынуждена столкнуть платформы, чтобы помочь девушке, страдающей рассеянным склерозом, а это делает отношение жителей к Зои ещё хуже. Джордж Такер сообщает Зои, что по контракту она должна приносить не меньше 30% доходов, или её практику выкупит доктор Брилэнд. |            |                                                                          |                 |                   |                  |             |                     |
| 3 | 3          | «Gumbo & Glory» «Гумбо и слава»                                          | Эндрю МакКарти  | Дэвид Баркок      | 10 октября 2011  | 2J6153      | 1,57                |
| Зои записывается на кулинарный конкурс, чтобы люди начали воспринимать её как одну из них. Однако когда мальчика кусает змея, Зои необходимо выяснить, какая змея его укусила, её тоже кусает змея, и теперь она может пользоваться только одной рукой. Она нуждается в помощи доктора Брилэнда, когда фермеру требуется срочная сложная медицинская помощь. |            |                                                                          |                 |                   |                  |             |                     |
| 4 | 4          | «In Havoc & In Heat» «В жаре и хаосе»                                    | Дэвид Пэймер    | Рина Мимоун       | 17 октября 2011  | 2J6155      | 1,65                |
| В Блю Белл наступает жара, и Зои обнаруживает, что жаркая погода заставляет всех действовать импульсивно и немного безумно. Жара начинает влиять и на Зои, когда она безуспешно пытается подавить влечение к Уэйду. Между тем, Лэймон готовится к приезду семьи Джорджа Такера, и, решив завоевать их, ведёт всех в ресторан, где у Лавона проходит свидание с Диди. |            |                                                                          |                 |                   |                  |             |                     |
| 5 | 5          | «Faith & Infidelity» «Вера и неверность»                                 | Рон Лагомарсино | Дэб Фордхэм       | 24 октября 2011  | 2J6154      | 2,01                |
| Зои получает результаты анализов, по которым выходит, что городской священник болен сифилисом. Она говорит его жене, что он, должно быть, изменил ей, несмотря на 1% шанс, что он мог заразиться другим путём. Лавон просит у Зои мазь от зуда, а Зои узнаёт, что пьяница, приехавший к Уэйду, его отец. Тем временем Лэймон и Джордж спорят насчет городского фонда. |            |                                                                          |                 |                   |                  |             |                     |
| 6 | 6          | «The Undead & The Unsaid» «Живой мертвец и недосказанные мысли»          | Том Амандес     | Дональд Тодд      | 7 ноября 2011    | 2J6156      | 1,45                |
| Зои считает, что сбила человека, который считается мёртвым уже год. Мать Зои (Джобет Уильямс) возвращается в Блю Белл, желая наладить отношения с дочерью. Между тем младшая сестра Лэймон Магнолия (Клаудия Ли) вызывает проблемы в семье Брилэнд. |            |                                                                          |                 |                   |                  |             |                     |
| 7 | 7          | «The Crush & The Crossbow» «Разгром и арбалет»                           | Дэвид Пэймер    | Дональд Тодд      | 14 ноября 2011   | 2J6157      | 1,62                |
| Зои идет на свидание с одиноким ветеринаром Джадсоном Лионсом и проводит время с Джорджем после просмотра фильма. Лэймон и Лавон ведут гонки черепах. Уэйд разводится с Тэнси (Мирси Монро), женщиной, с которой он не общался годами. |            |                                                                          |                 |                   |                  |             |                     |
| 8 | 8          | «Homecoming & Coming Home» «Встреча выпускников и возвращение домой»     | Джеремайа Чечик | Рина Мимоун       | 21 ноября 2011   | 2J6158      | 1,77                |
| Зои рекрутирует Диди и свою старую подругу из Нью-Йорка, планировщику вечеринок, чтобы устроить футбольную вечеринку в Блю Белл, но она, естественно, проходит не так, как планирует Зои. Между тем Лэймон помогает Джорджу и Уэйду подшутить над своим бывшим одноклассником, хулиганом из старшей школы. |            |                                                                          |                 |                   |                  |             |                     |
| 9 | 9          | «The Pirate & The Practice» «Пират и практика»                           | Джо Лазаров     | Дебра Фордхэм     | 28 ноября 2011   | 2J6159      | 1,90                |
| Зои планирует вернуться в Нью-Йорк на День благодарения, чтобы навестить мать, пока не узнаёт, что нуждается в нескольких пациентах, чтобы удержать за собой половину практики. Между тем Лавон воодушевляет Уэйда, чтобы тот рассказал о своих чувствах Зои. |            |                                                                          |                 |                   |                  |             |                     |
| 10 | 10         | «Hairdos & Holidays» «Прически и праздники»                              | Дэвид Пэймер    | Дэвид Бэбкок      | 5 декабря 2011   | 2J6160      | 1,81                |
| В Рождество в Блю Белл Зои предлагает Роуз (МакКалли Миллер) войти в ежегодный конкурс красоты «Мисс Коричный Сидр» и конкурировать с младшей сестрой Лэймон Магнолией Брилэнд. Это приводит к ожесточенному соперничеству между Зои и Лэймон. Между тем Джорджа и Уэйда арестовывают за незаконную вырубку ёлки для городской площади Блю Белл. Кроме того Лэймон оглядывается на её отношения с матерью (Мередит Монро), которая бросила семью, что привело к началу её отношений с Лавоном.                                                                        |            |                                                                          |                 |                   |                  |             |                     |
| 11 | 11         | «Hell’s Belles» «Адские красавицы»                                       | Дженис Кук      | Дональд Тодд      | 23 января 2012   | 2J6161      | 1,23                |
| Зои обнаруживает, что женщины в её семье были когда-то южными красавицами и решает присоединиться к клубу, чтобы получить больше информации о семейной истории. Между тем жизнь Лавона постепенно рушится после одного плохого дня с Диди (Надин Веласкес), которая думает, что Лавон хочет на ней жениться. |            |                                                                          |                 |                   |                  |             |                     |
| 12 | 12         | «Mistress & Misunderstandings» «Любовница и недоразумения»               | Джеймс Хейман   | Бет Шварц         | 30 января 2012   | 2J6163      | 1,54                |
| Зои и Аннабет становятся тайными подругами... Они дружат втайне, потому что Аннабет не хочет, чтобы Лэймон об этом узнала, так как это испортит репутацию Аннабет. Счастливое поведение Зои вызывает подозрение житилей Блю Белл, и Уэйд ошибочно думает, что она спит с Джадсоном, который хочет помириться с Зои. В конце концов Зои вынуждена начать встречаться с Джадсоном, заставив Уэйда ревновать. |            |                                                                          |                 |                   |                  |             |                     |
| 13 | 13         | «Sweetie Pies & Sweaty Palms» «Танцы для влюбленных и вспотевшие ладони» | Патрик Норрис   | Лейла Герштайн    | 6 февраля 2012   | 2J6164      | 1,52                |
| На танцы в День Святого Валентина в Блю Белл необходимо пригласить вторую половинку. Джордж планирует провести романтический вечер на танцах с Лэймон, но у его плана есть неприятные последствия, так как Лэймон пытается свести своего отца, который до сих пор верен своей жене, с другой женщиной, надеясь, что это поможет ему двигаться дальше. Зои сначала отказывает Джадсону быть его половинкой, но меняет своё мнение, когда Уэйд ей манипулирует. Между тем Лавон потрясен, когда видит, что Диди с другим мужчиной, который оказывается её бывшим мужем. |            |                                                                          |                 |                   |                  |             |                     |
| 14 | 14         | «Aliens & Aliases» «Пришельцы и прозвища»                                | Том Амандес     | Дебра Фордэм      | 13 февраля 2012  | 2J6164      | 1,64                |
| Лавон просит Зои помочь ему понять, почему Диди избегает его, но как только Зои узнаёт, что у Лавона раньше были романтические отношения с Лэймон Брилэнд, Зои не уверена, что делать с этой информацией. Между тем Уэйд убеждает Лэймон одеваться как Джоэль, чтобы убедить её ревнивого бывшего, что он на самом деле он не видел Уэйда и Джоэль вместе. Джордж приходит к Зои за советом в определении того, есть медицинское объяснение поведения одного из его клиентов.                                                                                         |            |                                                                          |                 |                   |                  |             |                     |
| 15 | 15         | «Snowflakes & Soulmates» «Снежинки и родственные души»                   | Энди Уолк       | Дэвид Бэбкок      | 20 февраля 2012  | 2J6165      | 1,57                |
| Зои взволнована тем, что видит снегопад в Блю Белл в первый раз, а остальная часть города суеверно считает, что это принесёт несчастье. Между тем родители Лавона (Эрни Хадсон и Валари Петтифорд) наносят неожиданный визит в Блю Белл и Лавон думает, что это прекрасная возможность познакомить их с Диди. Зои пытается связаться со своим отцом, живущим в Европе, но узнаёт, что он исчез без всяких объяснений. |            |                                                                          |                 |                   |                  |             |                     |
| 16 | 16         | «Tributes & Triangles» «Награды и треугольники»                          | Джо Лазаров     | Мишель Парадайз   | 27 февраля 2012  | 2J6166      | 1,41                |
| Джорджа называют «Человеком года» в Блю белл, что делает всех счастливыми, кроме Брилэнда, который сам хотел получить этот титул. Как мэр города, Лавон должен устроить вечеринку в честь Джорджа, но это сложная ситуация для Лавона из-за его истории с Лэймон и его страхом перед публичными выступлениями. Отец Джорджа возвращается в город после того, как Зои убеждает его связаться с ним, но визит приводит к мрачным последствиям. |            |                                                                          |                 |                   |                  |             |                     |
| 17 | 17         | «Heart to Hart» «Разговор по душам»                                      | Тим Мэтисон     | Рина Мимон        | 9 апреля 2012    | 2J6167      | 1,20                |
| Зои принимает решение быть холодной и равнодушной со своим отцом доктором Итаном Хартом (Гэри Коул), когда он приедет делать операцию отцу Джорджа, но это оказывается трудно, когда оказывается, что он рад её видеть. Между тем Лэймон решает подружиться с Зои, полагая, что это позволит предотвратить разоблачение её романа с Лавоном. Господин Мейнард (Джон Маршалл Джонс), владелец «Раммер Джаммер» устраивает конкурс между Шелли и Уэйдом на лучший коктейль.                                                                                             |            |                                                                          |                 |                   |                  |             |                     |
| 18 | 18         | «Bachelorettes & Bullets» «Подружки и патроны»                           | Патрик Норрис   | Дональд Тодд      | 16 апреля 2012   | 2J6168      | 1,37                |
| Джордж видит поцелуй Лавона и Лэймон и спрашивает совета у Зои, сомневаясь действительно ли это произошло. Зои, уже зная правду, врёт ему, чтобы защитить её друга Лавона. Во время мальчишника на охоте Лавон рассказывает Джорджу правду о его кратком романе с Лэймон в то время когда Джордж жил в Нью-Йорке. Джордж разрывает помолвку с Лэймон, а также говорит Зои, что они больше не друзья из-за её лжи. Зои начинает роман с пациентом по имени Джесси (Джастин Хартли), а затем выясняется, что он является братом Уэйда.                                  |            |                                                                          |                 |                   |                  |             |                     |
| 19 | 19         | «Destiny & Denial» «Судьба и отрицание»                                  | Дэвид Пэймер    | Лейла Герштайн    | 23 апреля 2012   | 2J6169      | 1,28                |
| Зои и Лэймон пытаются извиниться перед Джорджем, но он в слишком веселом настроении для данной ситуации. Джордж неожиданно отправляется в Новый Орлеан и приглашает Зои с собой, где они, наконец, целуются. Между тем Уэйд просыпается на следующее утро после сумасшедшей ночной попойки и понимает, что скорее всего переспал со своей бывшей женой Тэнси. |            |                                                                          |                 |                   |                  |             |                     |
| 20 | 20         | «The Race & the Relationship» «Отношения и соревнование»                 | Рон Лагомарсино | Алекс Катснельсон | 30 апреля 2012   | 2J6170      | 1,39                |
| Настает время для ежегодной гонки в Блю Белл. Уэйд подписывает себя на битву в надежде выиграть денежный приз в 5000 долларов и просит Зои стать его напарником по команде после того, как Лавон повреждает ногу. Зои соглашается, но только ради того, чтобы побыть с Джорджем. В то же время Фредерик Дин наконец приглашает Роуз на свидание, которое происходит после того, как Зои убеждает мать Роуз Энни (Энн Кьюсак) отпустить Роуз. |            |                                                                          |                 |                   |                  |             |                     |
| 21 | 21         | «Disaster Drills & Departures» «Учения и отъезд»                         | Джеремайа Чечик | Дональд Тодд      | 7 мая 2012       | 2J6171      | 1,37                |
| Зои винит себя, как и почти все остальные в городе, за то, что Роуз попала в больницу с аппендицитом. При поддержке Лавона, Уэйд рассматривает идею открытия своего бара в Блю Белл. Между тем Лэймон планирует романтическую ночь с Джорджем, надеясь направить их отношения в нужное русло. Кроме того отец Зои Итан приезжает обратно в Блю Белл и предлагает ей хорошую работу. |            |                                                                          |                 |                   |                  |             |                     |
| 22 | 22         | «The Big Day» «Великий день»                                             | Тим Мэтисон     | Лили Герштейн     | 14 мая 2012      | 2J6172      | 1,60                |
| В день свадьбы Джорджа и Лэймон на Блю Белл внезапно обрушивается ужасная гроза, которая ставит жизнь каждого под угрозу. Зои по дороге из города стремится укрыться от шторма в сарае с Уэйдом, что приводит к некоторым неловким моментам между ними обоими. |            |                                                                          |                 |                   |                  |             |                     |

### Сезон 2 (2012-13)
| № общий | № в сезоне | Название                                                                     | Режиссёр         | Автор сценария                  | Дата премьеры   | Произв. код | Зрители в США (млн) |
| ------- | ---------- | ---------------------------------------------------------------------------- | ---------------- | ------------------------------- | --------------- | ----------- | ------------------- |
| 23      | 1          | «I Fall to Pieces» «Я рассыпаюсь на кусочки»                                 | Тим Мэтесон      | Лейла Герштейн                  | 2 октября 2012  | 217251      | 1,53                |
| 24      | 2          | «Always on My Mind» «Всегда в моих мыслях»                                   | Антон Кроппер    | Картер Ковингтон                | 9 октября 2012  | 217252      | 1,19                |
| 25      | 3          | «If It Makes You Happy» «Если это тебя осчастливит»                          | Элоди Кин        | Алекс Тауб                      | 16 октября 2012 | 217253      | 1,40                |
| 26      | 4          | «Suspicious Minds» «Подозрения»                                              | Джейми Горенберг | Джон Стивенс                    | 23 октября 2012 | 217254      | 1,32                |
| 27      | 5          | «Walkin’ After Midnight» «Прогулка после полуночи»                           | Джо Лазаров      | Вероника Бекер и Сара Куцерка   | 30 октября 2012 | 217255      | 1,41                |
| 28      | 6          | «I Walk the Line» «Стараюсь быть безупречным»                                | Тим Мэтесон      | Дональд Тодд                    | 13 ноября 2012  | 217256      | 1,62                |
| 29      | 7          | «Baby, Don't Get Hooked on Me» «Детка, не попадайся мне на крючок»           | Майкл Шульц      | Картер Ковингтон                | 20 ноября 2012  | 217257      | 1,23                |
| 30      | 8          | «Achy Breaky Hearts» «Слабое хрупкое сердце»                                 | Лженис Кук       | Алекс Тауб                      | 27 ноября 2012  | 217258      | 1,39                |
| 31      | 9          | «Sparks Fly» «Искры»                                                         | Норман Бакли     | Джейми Горенберг                | 4 декабря 2012  | 217259      | 1,60                |
| 32      | 10         | «Blue Christmas» «Грустное Рождество»                                        | Патрик Норрис    | Лейла Герштейн                  | 11 декабря 2012 | 2J7260      | 1,41                |
| 33      | 11         | «Old Alabama» «Старая добрая Алабама»                                        | Дэвид Пэймер     | Вероника Бейкер и Сара Каксэрка | 15 января 2013  | 2J7261      | 1,37                |
| 34      | 12         | «Islands In the Stream» «Острова в океане»                                   | Джо Лазаров      | Дональд Тодд                    | 22 января 2013  | 2J7262      | 1,45                |
| 35      | 13         | «Lovesick Blues» «Любовная хандра»                                           | Рон Лагомарсино  | Алекс Тауб                      | 29 января 2013  | 2J7263      | 1,32                |
| 36      | 14         | «Take Me Home, Country Roads» «Приведите меня домой, сельские дороги»        | Джеремайя Чечик  | Картер Ковингтон                | 5 февраля 2013  | 2J7264      | 1,44                |
| 37      | 15         | «The Gambler» «Игрок»                                                        | Джим Хэйман      | Дэн Стил                        | 19 февраля 2013 | 2J7265      | 1,37                |
| 38      | 16         | «Where I Lead Me» «Куда я направляюсь»                                       | Кевин Мок        | Лейла Герштейн                  | 26 февраля 2013 | 2J7266      | 1,38                |
| 39      | 17         | «We Are Never Ever Getting Back Together» «Мы никогда не будем снова вместе» | Дэвид Пэймер     | Джейми Горенберг                | 5 марта 2013    | 2J7267      | 1,50                |
| 40      | 18         | «Why Don't We Get Drunk?» «Почему бы нам не напиться?»                       | Ребекка Эшер     | Вероника Бекер и Сара Куцерка   | 9 апреля 2013   | 2J7268      | 1,20                |
| 41      | 19         | «This Kiss» «Этот поцелуй»                                                   | Бетани Руни      | Лейла Герштейн                  | 16 апреля 2013  | 2J7269      | 1,30                |
| 42      | 20         | «If Tomorrow Never Comes» «Если завтра не наступит никогда»                  | Джим Хэйман      | Алекс Тауб                      | 23 апреля 2013  | 2J7270      | 1,10                |
| 43      | 21         | «I'm Moving On» «Я продолжаю жить дальше»                                    | Джанис Кук       | Дональд Тодд                    | 30 апреля 2013  | 2J7271      | 1,20                |
| 44      | 22         | «On the Road Again» «Снова в путь-дорогу»                                    | Тим Мэтисон      | Лейла Герштейн и Лен Голдштейн  | 7 мая 2013      | 2J7272      | 1,19                |

### Сезон 3 (2013-14)
| № общий | № в сезоне | Название                                                                  | Режиссёр             | Автор сценария                | Дата премьеры   | Произв. код | Зрители в США (млн) |
| ------- | ---------- | ------------------------------------------------------------------------- | -------------------- | ----------------------------- | --------------- | ----------- | ------------------- |
| 45      | 1          | «Who Says You Can't Go Home» «Кто сказал, что ты не можешь поехать домой» | Бетани Руни          | Лейла Герштейн                | 7 октября 2013  | 2J7651      | 1,03                |
| 46      | 2          | «Friends in Low Places» «Плохая компания»                                 | Элоди Кин            | Шейла Лоренс                  | 14 октября 2013 | 2J7652      | 1,06                |
| 47      | 3          | «Take This Job and Shove It» «Принимайся за работу и помалкивай»          | Джим Хейман          | Алекс Тауб                    | 21 октября 2013 | 2J7653      | 1,05                |
| 48      | 4          | «Help Me Make It Through the Night» «Помоги мне пережить эту ночь»        | Тим Мэтисон          | Джейми Горенберг              | 28 октября 2013 | 2J7654      | 1,05                |
| 49      | 5          | «How Do You Like Me Now?» «Как я тебе теперь?»                            | Дэвид Пэймер         | Сара Каксэрка и Вероника Уэст | 4 ноября 2013   | 2J7655      | 1,00                |
| 50      | 6          | «Family Tradition» «Семейная традиция»                                    | Джим Хэйман          | Дэн Стил                      | 11 ноября 2013  | 2J7656      | 1,11                |
| 51      | 7          | «I Run To You» «Я бегу к тебе»                                            | Бренди Брэдбёрн      | Шейла Лоуренс                 | 18 ноября 2013  | 2J7657      | 1,03                |
| 52      | 8          | «Miracles» «Чудеса»                                                       | Дэвид Пэймер         | Лейла Герштейн                | 25 ноября 2013  | 2J7658      | 1,01                |
| 53      | 9          | «Something To Talk About» «Повод для разговора»                           | Мэри Лу Белли        | Алекс Тауб                    | 13 января 2014  | 2J7659      | 1,19                |
| 54      | 10         | «Star of The Show» «Звезда шоу»                                           | Джон Стивенс         | Кендалл Сэнд                  | 20 января 2014  | 2J7660      | 1,00                |
| 55      | 11         | «One More Last Chance» «Еще один последний шанс»                          | Кевин Мок            | Джейми Горенберг              | 27 января 2014  | 2J7661      | 1,16                |
| 56      | 12         | «Should've Been a Cowboy» «А был бы ты ковбоем»                           | Лес Батлер           | Сара Каксэрка и Вероника Уэст | 3 февраля 2014  | 2J7662      | 1,21                |
| 57      | 13         | «Act Naturally» «Веди себя естественно»                                   | Патрик Норрис        | Дэн Стил                      | 10 февраля 2014 | 2J7663      | 1,03                |
| 58      | 14         | «Here You Come Again» «Ты снова здесь»                                    | Джанис Кук           | Шейла Лоуренс                 | 21 марта 2014   | 2J7664      | 1,03                |
| 59      | 15         | «Ring of Fire» «Кольцо огня»                                              | Кевин Мок            | Алекс Тауб                    | 28 марта 2014   | 2J7665      | 0,94                |
| 60      | 16         | «Carrying Your Love with Me» «Унося твою любовь с собой»                  | Тим Мэтисон          | Лейла Герштейн                | 4 апреля 2014   | 2J7666      | 0,73                |
| 61      | 17         | «A Good Run of Bad Luck» «Разгулье невезения»                             | Рикардо Мендез Матто | Сара Каксэрка и Вероника Уэст | 11 апреля 2014  | 2J7667      | 0,81                |
| 62      | 18         | «Back in the Saddle Again» «Снова в седле»                                | Ребекка Эшер         | Кендалл Сэнд                  | 18 апреля 2014  | 2J7668      | 0,80                |
| 63      | 19         | «A Better Man» «Свидетель жениха»                                         | Дэвид Пэймер         | Джейми Горенберг              | 25 апреля 2014  | 2J7669      | 0,75                |
| 64      | 20         | «Together Again» «Снова вместе»                                           | Майкл Шульц          | Шейла Лоуренс и Дэн Стил      | 2 мая 2014      | 2J7670      | 0,66                |
| 65      | 21         | «Stuck» «Застрявшая»                                                      | Мэри Лу Белли        | Алекс Тауб                    | 9 мая 2014      | 2J7671      | 0,76                |
| 66      | 22         | «Second Chance» «Второй шанс»                                             | Бетани Родни         | Лейла Герштейн                | 16 мая 2014     | 2J7672      | 0,88                |

### Сезон 4 (2014-15)
| № общий | № в сезоне | Название                                     | Режиссёр             | Автор сценария               | Дата премьеры   | Произв. код | Зрители в США (млн) |
| --- | ---------- | -------------------------------------------- | -------------------- | ---------------------------- | --------------- | ----------- | ------------------- |
| 67 | 1          | «Kablang» «Кабланг»                          | Дэвид Пэймер         | Лейла Герштейн               | 15 декабря 2014 | 3J5451      | 1,22                |
| Зои хочет возобновить отношения с Уэйдом, но тот не готов к отношениям. Тем не менее у них происходит секс. Шелби возвращается в город и возобновляет роман с Бриком. Через несколько недель Уэйд сам предлагает Зои начать всё сначала, но та отказывает. Вскоре оказывается, что Зои беременна от Уэйда. |            |                                              |                      |                              |                 |             |                     |
| 68 | 2          | «The Curling Iron» «Щипцы для завивки»       | Майкл Шульц          | Эйприл Блэр                  | 16 января 2015  | 3J5452      | 1,14                |
| 69 | 3          | «The Very Good Bagel» «Очень хороший бублик» | Ричард В. Абрамитис  | Кендалл Сэнд                 | 23 января 2015  | 3J5453      | 1,22                |
| 70 | 4          | «Red Dye #40» «Красная краска № 40»          | Бетани Руни          | Тамар Лэдди и Эри Познер     | 30 января 2015  | 3J5454      | 1,02                |
| 71 | 5          | «Bar-Be-Q Burritos» «Буррито на барбекю»     | Лес Батлер           | Адам Милч                    | 6 февраля 2015  | 3J5455      | 1,24                |
| 72 | 6          | «Alabama Boys» «Парни из Алабамы»            | Мэри Лу Белли        | Лейла Герштейн и Эйприл Блэк | 20 февраля 2015 | 3J5456      | 1,21                |
| 73 | 7          | «The Butterstick Tab» «Этикетка на масле»    | Рикардо Мендез Матта | Эми Рой                      | 27 февраля 2015 | 3J5457      | 1,19                |
| 74 | 8          | «61 Candles» «61 свеча»                      | Брэнди Брэдбёрн      | Эйприл Блэр и Тамар Лэдди    | 6 марта 2015    | 3J5458      | 1,11                |
| 75 | 9          | «End of Days» «Конец дней»                   | Тим Мэтисон          | Адам Милч и Кендалл Сэнд     | 20 марта 2015   | 3J5459      | 1,36                |
| 76 | 10         | «Bluebell» «Блюбелл»                         | Дэвид Пэймер         | Лейла Герштейн               | 27 марта 2015   | 3J5460      | 1,37                |